# 추쿠두

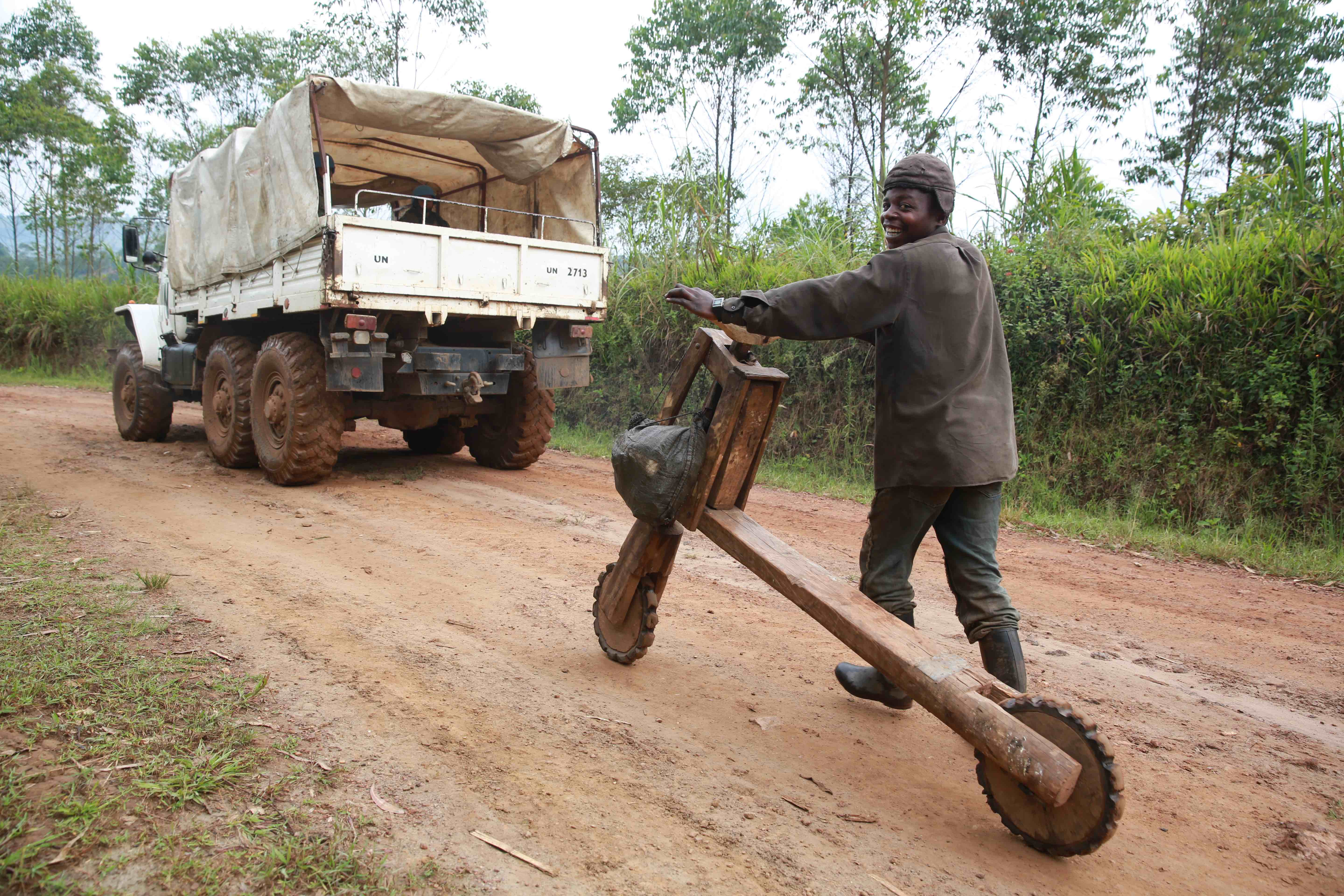
추쿠두를 끌고 가는 모습

추쿠두(chukudu, chikudu, cbokoudou, tshukudu)는 콩고민주공화국 동부에서 쓰이는 차량으로 바퀴가 2개 장착되어 있다. 바퀴를 감싸는 고무 부분을 제외하고는 목재로 구성되어있고 킥보드처럼 이용하며 주로 화물을 운반하는 데 쓰인다. 콩고민주공화국의 추쿠두 제조업자는 다른 사람들에 비해 비교적 소득이 높다.

## 같이 보기
- 수레
- 화물 자전거